# Cuenca del río Valdivia
La cuenca del río Valdivia es el espacio natural comprendido por la cuenca hidrográfica del río Valdivia, un espacio compartido por Argentina y Chile. La parte chilena de la cuenca coincide con el espacio administrativo homónimo definido en el inventario de cuencas de Chile con el número 101 que se extiende desde la divisoria de las aguas en la cordillera de los Andes hasta su desembocadura en el océano Pacífico, con excepción del sector drenado por el río Hua-Hum, donde la divisoria de las aguas se encuentra en territorio trasandino. Se subdivide en 5 subcuencas y 36 subsubcuencas con un total de 12.670 km² (H.Niemeyer le asigna 9902 km²), sin contar la cuenca del lago Lácar.
A partir de los años 70 se ha ampliado el concepto de cuenca hasta entender, ya en los primeros años del siglo XXI, una cuenca hidrográfica en lo que respecta a su definición espacial y funcional, como la unidad geopolítica y socioeconómica más apropiada y racional para el desarrollo integrado de los recursos de tierras y aguas asociados a la vegetación y en conjunto con los usuarios de nivel local y regional.: 17 

Cuenca hidrográfica del río Valdivia, la 101 en Chile. La cuenca alta del río Valdivia incluye importantes áreas drenadas en Argentina y puede ser vistos en el mapa de la cuenca alta del río Valdivia.

## Límites

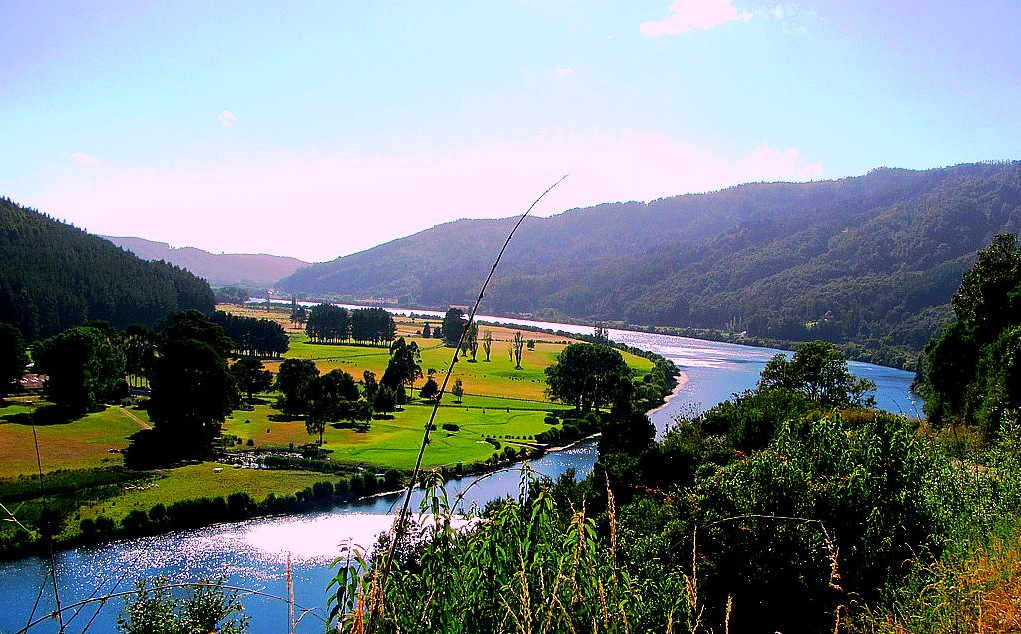
Río Calle-Calle.

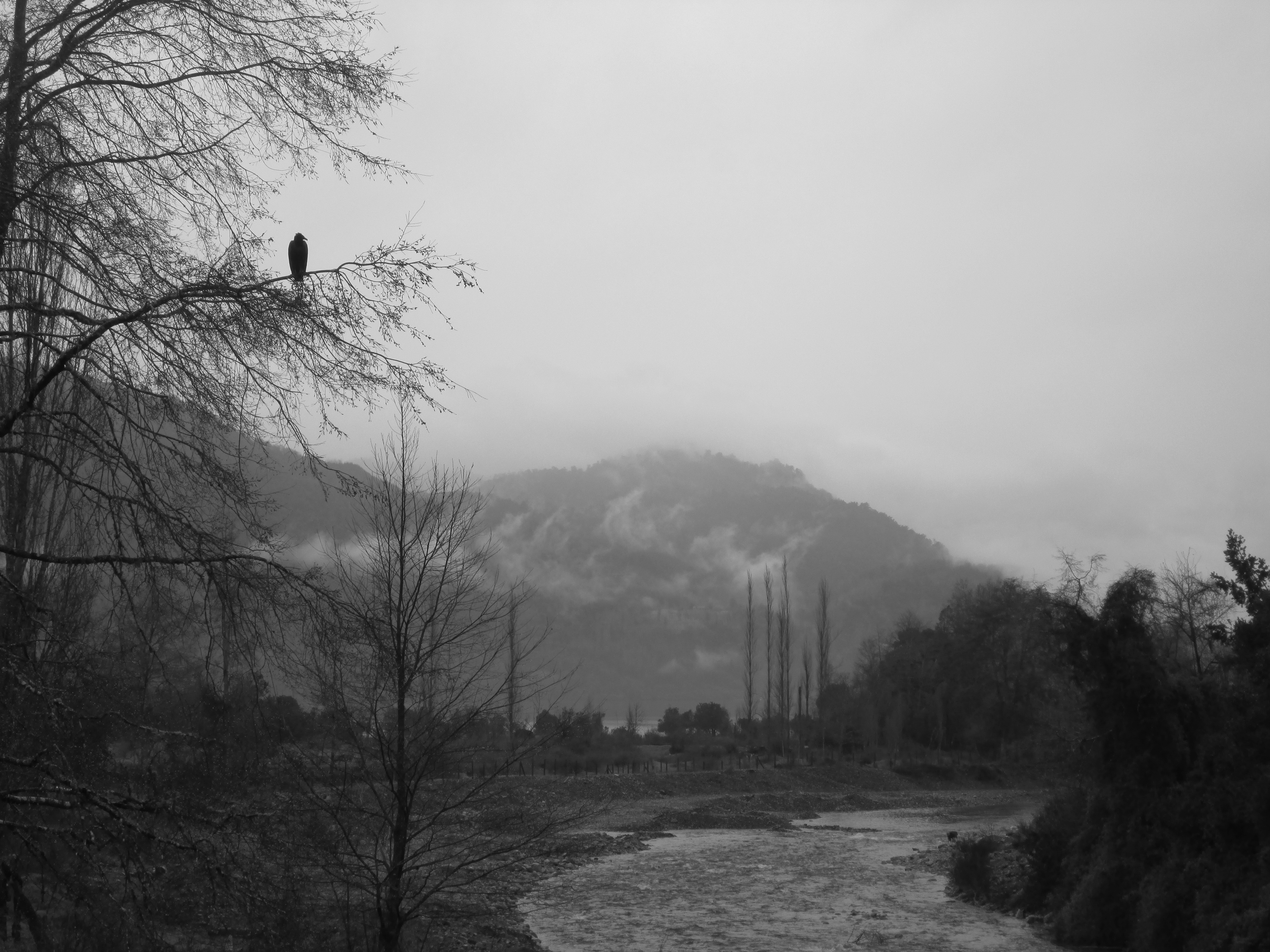
Río Chan-Chan con nubosidad baja.

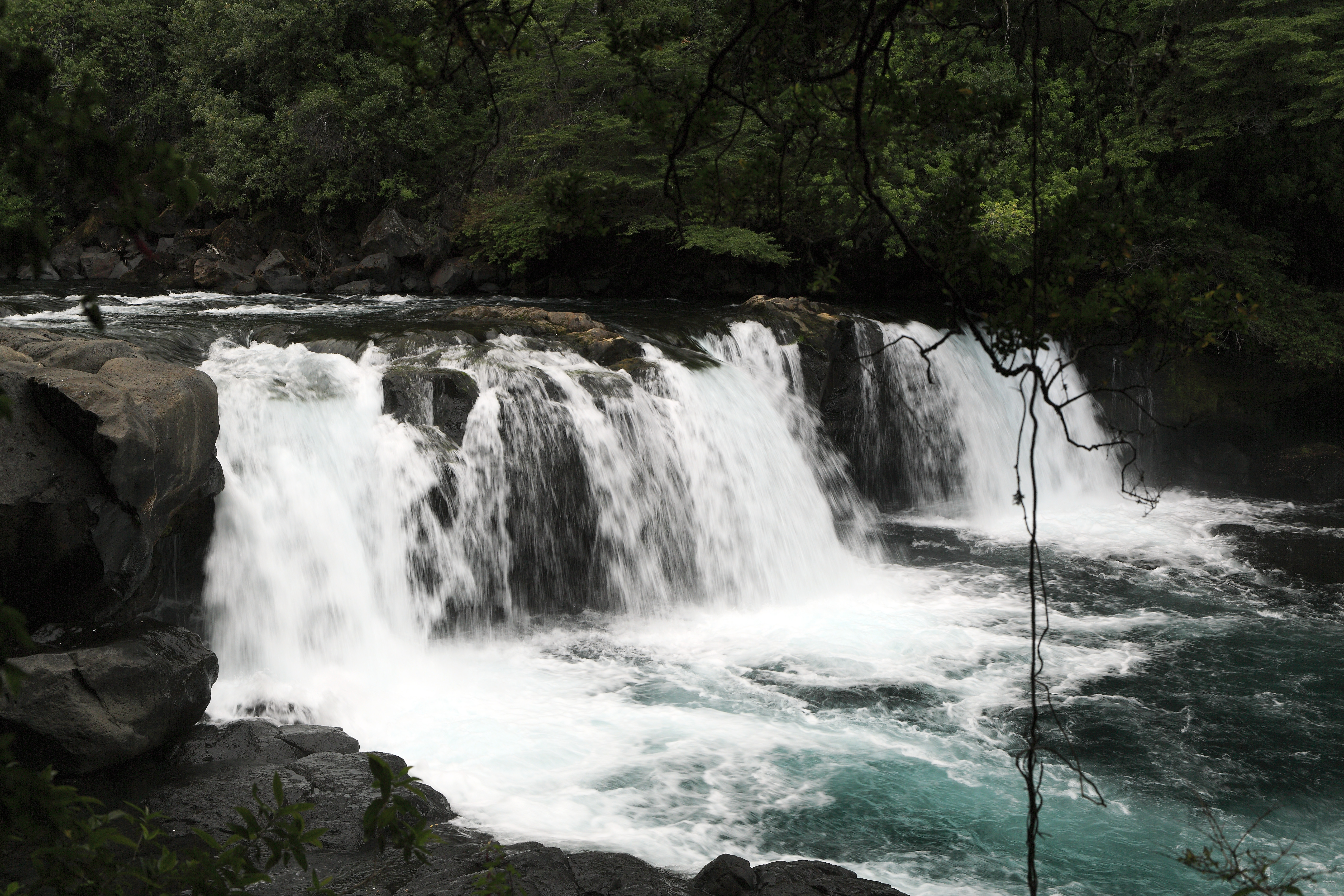
Salto de los Espíritus.

La cuenca desemboca al océano Pacífico cuando deja tras sí la ciudad de Valdivia. Siguiendo el sentido de los punteros del reloj, limita a su noroeste con las pequeñas cuencas costeras entre límite regional y Río Valdivia (ítem 100 del inventario de cuencas de Chile), luego derechamente al norte con la cuenca del río Toltén, hacia el este la superficie de la cuenca se extiende más allá de la frontera internacional y, en Argentina, limita al norte y al este con la cuenca del lago Lolog y su emisario el río Quilquihue. Al sur de su parte argentina, limita con la cuenca del lago Meliquina (Ver mapa del IGM). En Chile otra vez, deslinda hacia el sur con el ítem 103 llamado cuenca del río Bueno pero que incluye también pequeñas cuencas costeras ubicadas al suroeste del Valdivia. Al suroeste limita con las cuencas costeras entre Río Valdivia y Río Bueno (río Colún y otros.) 
En territorio chileno los extremos de la cuenca alcanzan las coordenadas geográficas 39°20′ S, 40°18′S, 71°13′W y 73°23′ O.

## Población y regiones
La cuenca del río Valdivia posee una superficie de 1.027.500 Ha equivalentes al 15% de la Región de la Araucanía, en que está ubicada, abarcando las provincias de Valdivia y Cautín. En territorio argentino está ubicada la ciudad San Martín de los Andes.
Entre las localidades pobladas de mayor importancia según el número de habitantes, se pueden mencionar las siguientes:
| Nombre                             | Población total en 2002 | Población comunal en 2002 | Cauces asociados |
| ---------------------------------- | ----------------------- | ------------------------- | ---------------- |
| Comuna de Valdivia                 | 140.559                 | 129.952                   | Río Valdivia     |
| Comuna de Panguipulli              | 33.273                  | 15.888                    | Lago Panquipulli |
| Comuna de Loncoche                 | 23.037                  | 15.223                    | Río Cruces       |
| Comuna de Los Lagos                | 20.168                  | 9.479                     | Río Cruces       |
| Comuna de Paillaco                 | 19.237                  | 9.973                     | Río Collileufú   |
| Comuna de San José de la Mariquina | 18.223                  | 8.925                     | Río Cruces       |
| Comuna de Lanco                    | 15.107                  | 10.383                    | Río Cruces       |
| Comuna de Máfil                    | 7.213                   | 3.796                     | Río Inaqui       |
| Departamento Lácar                 | 22.000                  | ND                        | Río Hua-Hum      |

## Subdivisiones
La cuenca del río Valdivia se compone básicamente de las subcuencas de los ríos Cruces y Calle Calle. El río Cruces nace en la parte noreste de la cuenca entre los lagos Villarrica y Calafquén, para luego tomar un curso suroriental hasta la confluencia con el río Calle Calle, dando origen al río Valdivia, en la ciudad homónima. Por el sur, la subcuenca binacional del río Calle-Calle se origina en el extremo poniente del lago Lácar, en el nacimiento del río Hua-Hum, en territorio argentino. La parte chilena comprende desde el paso internacional Hua-Hum hasta la confluencia del Calle Calle con el río Cruces.: 22 
La Dirección General de Aguas subdivide o reúne las cuencas de Chile acorde a las necesidades de estudio y gestión. Existen dos inventarios que han logrado ser aceptados como principales, el inventario de cuencas del Banco Nacional de Aguas (BNA) de 1978, de mayor uso, y el inventario de cuencas del Departamento de Administración de Recursos Hídricos (DARH) de 2014 de mejor cartografía que ha obligado a redefinir algunos límites, a veces con cambios mayores, pero también por algunas redefiniciones del concepto de subcuenca.
Bajo el BNA el código del ítem es 101 y con el DARH es 1401.
La subdivisión del BNA es como sigue:
| Sub- cuenca             | Subsub- cuenca | Aguas                                                                             | Área drenaje km² | Observaciones                                                                                                 |
| ----------------------- | -------------- | --------------------------------------------------------------------------------- | ---------------- | --- |
| 101 Río Valdivia (mapa) |                |                                                                                   |                  | |
| 1010                    | 10100          | Desagüe Lago Pirehueico                                                           | 441              | Esta subsubcuenca recoge las aguas drenadas en territorio argentino que cruzan la frontera con el río Huahum. |
| 1010                    | 10101          | Río Fui Entre Desagüe Lago Pirehueico y Río Neltume                               | 88               | |
| 1010                    | 10102          | Río Llizan en junta Río Reyehueico                                                | 376              | |
| 1010                    | 10103          | Río Neltume entre arriba Río Reyehueico y Río Fui                                 | 372              | |
| 1010                    | 10104          | Río Llanquihue Entre Junta Ríos Fui y Neltume y Desembocadura en Lago Panguipulli | 71               | |
| 1010                    | 10105          | Río Coñaripe en Desembocadura Lago Calafquen                                      | 310              | |
| 1010                    | 10106          | Desagüe Lago Calafquen desde Desembocadura Lago Coñaripe                          | 441              | |
| 1010                    | 10107          | Río Guanehue Entre Desagüe Lago Calafquen y Lago Panguipulli                      | 272              | |
| 1010                    | 10108          | Lago Panguipulli                                                                  | 503              | |
| 1011                    | 10110          | Río Enco                                                                          | 155              | |
| 1011                    | 10111          | Lago Riñihue                                                                      | 287              | |
| 1011                    | 10112          | Río San Pedro Entre Desagüe Lago Riñihue y Bajo Río Mañio                         | 153              | |
| 1011                    | 10113          | Río San Pedro Entre Río Mañio y Río Quinchilca                                    | 284              | |
| 1011                    | 10114          | Río Quinchilca hasta bajo Río Remehue                                             | 243              | |
| 1011                    | 10115          | Río Pichico                                                                       | 200              | |
| 1011                    | 10116          | Río Quinchilca entre Río Remehue y Río Pichico                                    | 272              | |
| 1011                    | 10117          | Río Quinchilca entre Río Pichico y Río San Pedro                                  | 195              | |
| 1012                    | 10120          | Estero Chapuco Hasta Estero Lipingue                                              | 574              | |
| 1012                    | 10121          | Río Callileufu Entre Arriba Estero Lipingue y Río Calle Calle                     | 118              | |
| 1012                    | 10122          | Río Calle Calle Entre Junta Río San Pedro y Río Quinchilca Bajo Río Cuicuileufu   | 226              | |
| 1012                    | 10123          | Río Calle Calle entre Río Cuicuileufu y Río Cruces                                | 182              | |
| 1013                    | 10130          | Río Cruces (San José) Bajo Estero Niguen                                          | 645              | |
| 1013                    | 10131          | Río Cruces (San José) Entre Estero Niquen y Río Leufuca                           | 326              | |
| 1013                    | 10132          | Río Leufucade bajo Río Antilhue                                                   | 380              | |
| 1013                    | 10133          | Río Leufucade entre Río Antilhue y Río Cruces                                     | 251              | |
| 1013                    | 10134          | Río Cruces Entre Río Leufucade y Bajo Estero Queuchico                            | 282              | |
| 1013                    | 10135          | Río Cruces Entre Estero Queuchuco y Río Iñaque                                    | 301              | |
| 1013                    | 10136          | Río Iñaque Bajo Río Pillecozcoz                                                   | 237              | |
| 1013                    | 10137          | Río Iñaque Entre Río Pillecozcoz y Río Mafil                                      | 328              | |
| 1013                    | 10138          | Río Iñaque (Pichoy) Entre Arriba Río Mafil y Río Cruces                           | 366              | |
| 1013                    | 10139          | Río Cruces entre Río Inaque y Río Valdivia                                        | 175              | |
| 1014                    | 10140          | Río Angachillas                                                                   | 299              | |
| 1014                    | 10141          | Río Futa Bajo Estero Catamatun                                                    | 276              | |
| 1014                    | 10142          | Río Futa Entre Estero Catamatun y Río Tornagaleones                               | 298              | |
| 1014                    | 10143          | Río Tornagaleones                                                                 | 188              | |
| 1014                    | 10144          | Río Valdivia                                                                      | 130              | |
| Totales:                |                |                                                                                   |                  | |
| 5                       | 36             | Región: IX - XIV ((10 - 90)%) / Tipo: Exorreica / Desemb.: O. Pacífico            | 10.245           | |

La disposición de cuencas en el inventario DARH es la siguiente:
| Código          | Nombre              | Código en mapa      | Tipología de cuenca | Vertiente de cuenca | Origen de cuenca    | Temperatura media anual (C°) | Temperatura máxima (C°) | Temperatura mínima (C°) | Precipitación anual (mm) | Número de estaciones fluviométricas | Número de estaciones pluviométricas | Área (km²)          |
| --------------- | ------------------- | ------------------- | ------------------- | ------------------- | ------------------- | ---------------------------- | ----------------------- | ----------------------- | ------------------------ | ----------------------------------- | ----------------------------------- | ------------------- |
| 1401            | Cuenca Río Valdivia | Cuenca Río Valdivia | Cuenca Río Valdivia | Cuenca Río Valdivia | Cuenca Río Valdivia | Cuenca Río Valdivia          | Cuenca Río Valdivia     | Cuenca Río Valdivia     | Cuenca Río Valdivia      | Cuenca Río Valdivia                 | Cuenca Río Valdivia                 | Cuenca Río Valdivia |
| 1401000000      | Río San Pedro       | 1                   | Exorreica           | Pacífico            | Pluvial             | 11.0                         | 23.1                    | 2.7                     | 2144.0                   | 1                                   | 0                                   | 274.1               |
| 14010000000     | Río Manio           | 2                   | Exorreica           | Pacífico            | Pluvial             | 9.7                          | 22.1                    | 1.4                     | 2214.6                   | 0                                   | 0                                   | 120.5               |
| 14010000001     | Lago Riñihue        | 3                   | Exorreica           | Pacífico            | Pluvial             | 9.4                          | 22.0                    | 0.9                     | 2030.4                   | 1                                   | 1                                   | 487.9               |
| 140100000010    | Lago Panguipulli    | 4                   | Exorreica           | Pacífico            | Pluvial             | 9.8                          | 22.6                    | 1.3                     | 2096.9                   | 1                                   | 0                                   | 520.2               |
| 1401000000100   | Río Los Ñadis       | 5                   | Exorreica           | Pacífico            | Pluvial             | 9.1                          | 22.1                    | 0.7                     | 2092.8                   | 0                                   | 1                                   | 256.4               |
| 14010000001000  | Lago Calafquén      | 6                   | Exorreica           | Pacífico            | Pluvial             | 9.5                          | 22.6                    | 1.0                     | 2097.2                   | 0                                   | 3                                   | 462.5               |
| 140100000010000 | Río Llancahue       | 7                   | Exorreica           | Pacífico            | Pluvial             | 7.3                          | 21.0                    | -1.1                    | 1614.8                   | 0                                   | 0                                   | 201.7               |
| 140100000010001 | Lago Pellaifa       | 8                   | Exorreica           | Pacífico            | Pluvial             | 9.4                          | 22.8                    | 0.8                     | 1944.5                   | 0                                   | 0                                   | 51.8                |
| 1401000000101   | Río Fui             | 9                   | Exorreica           | Pacífico            | Pluvial             | 8.5                          | 21.7                    | -0.1                    | 1813.4                   | 1                                   | 2                                   | 135.2               |
| 14010000001010  | Lago Neltume        | 10                  | Exorreica           | Pacífico            | Pluvial             | 8.6                          | 22.1                    | 0.0                     | 1738.2                   | 1                                   | 2                                   | 434.9               |
| 140100000010100 | Río Llizán          | 11                  | Exorreica           | Pacífico            | Pluvial             | 7.1                          | 20.8                    | -1.5                    | 1410.6                   | 0                                   | 0                                   | 333.7               |
| 14010000001011  | Lago Pirihueico     | 12                  | Exorreica           | Pacífico            | Pluvial             | 7.2                          | 20.8                    | -1.5                    | 1378.8                   | 2                                   | 1                                   | 470.1               |
| 14010100        | Río Cruces Bajo     | 13                  | Exorreica           | Pacífico            | Pluvial             | 11.3                         | 22.5                    | 3.5                     | 2177.4                   | 0                                   | 0                                   | 895.0               |
| 1401010000      | Lanco               | 14                  | Exorreica           | Pacífico            | Pluvial             | 10.8                         | 22.7                    | 2.8                     | 1972.5                   | 0                                   | 0                                   | 321.1               |
| 1401010001      | Río Leufucade       | 15                  | Exorreica           | Pacífico            | Pluvial             | 10.5                         | 22.8                    | 2.3                     | 2207.1                   | 0                                   | 0                                   | 646.9               |
| 14010100010     | Loncoche            | 16                  | Exorreica           | Pacífico            | Pluvial             | 10.3                         | 22.8                    | 2.1                     | 2237.2                   | 0                                   | 1                                   | 648.3               |
| 1401010002      | Río Pichoy          | 17                  | Exorreica           | Pacífico            | Pluvial             | 11.9                         | 23.5                    | 3.8                     | 1956.5                   | 2                                   | 0                                   | 154.0               |
| 14010100020     | Estero Carilelfú    | 18                  | Exorreica           | Pacífico            | Pluvial             | 11.5                         | 23.2                    | 3.4                     | 1902.3                   | 0                                   | 0                                   | 115.5               |
| 14010100021     | Río Inaque          | 19                  | Exorreica           | Pacífico            | Pluvial             | 10.7                         | 22.7                    | 2.5                     | 2105.7                   | 0                                   | 1                                   | 400.3               |
| 14010100022     | Río Máfil           | 20                  | Exorreica           | Pacífico            | Pluvial             | 11.7                         | 23.6                    | 3.5                     | 1938.1                   | 0                                   | 0                                   | 179.3               |
| 140102          | Río Valdivia        | 0                   | Exorreica           | Pacífico            | Pluvial             | 11.1                         | 21.8                    | 3.6                     | 2274.0                   | 0                                   | 0                                   | 115.5               |
| 14010200        | Río Calle-Calle     | 21                  | Exorreica           | Pacífico            | Pluvial             | 11.4                         | 23.0                    | 3.2                     | 1989.2                   | 3                                   | 2                                   | 413.4               |
| 1401020000      | Río Collileufú      | 22                  | Exorreica           | Pacífico            | Pluvial             | 11.2                         | 22.9                    | 3.0                     | 2031.7                   | 1                                   | 0                                   | 346.3               |
| 14010200000     | Paillaco            | 23                  | Exorreica           | Pacífico            | Pluvial             | 11.0                         | 22.3                    | 3.0                     | 1870.9                   | 0                                   | 0                                   | 340.6               |
| 14010201        | Río Angachillas     | 24                  | Exorreica           | Pacífico            | Pluvial             | 11.1                         | 22.3                    | 3.2                     | 2123.6                   | 0                                   | 1                                   | 169.9               |
| 1401020100      | Río Santo Domingo   | 25                  | Exorreica           | Pacífico            | Pluvial             | 10.1                         | 21.5                    | 2.3                     | 2094.0                   | 1                                   | 0                                   | 132.4               |
| 14010202        | Río Tornagaleones   | 26                  | Exorreica           | Pacífico            | Pluvial             | 11.1                         | 21.8                    | 3.6                     | 2196.0                   | 0                                   | 0                                   | 83.9                |
| 1401020200      | Río Futa            | 27                  | Exorreica           | Pacífico            | Pluvial             | 10.1                         | 20.6                    | 2.6                     | 1994.5                   | 3                                   | 2                                   | 526.9               |
| 14010202000     | Estero Traitraiguén | 28                  | Exorreica           | Pacífico            | Pluvial             | 9.2                          | 19.6                    | 2.0                     | 2090.1                   | 0                                   | 0                                   | 62.6                |
| 1401020201      | Río Maguilán        | 29                  | Exorreica           | Pacífico            | Pluvial             | 9.5                          | 20.0                    | 2.3                     | 2155.2                   | 0                                   | 0                                   | 118.9               |
| 14010300        | Rio Quinchilca      | 30                  | Exorreica           | Pacífico            | Pluvial             | 10.9                         | 23.1                    | 2.6                     | 2134.7                   | 0                                   | 0                                   | 258.8               |
| 1401030000      | Rio Putraique       | 31                  | Exorreica           | Pacífico            | Pluvial             | 8.6                          | 21.0                    | 0.5                     | 2094.4                   | 0                                   | 0                                   | 162.5               |
| 1401030001      | Rio Remehue         | 32                  | Exorreica           | Pacífico            | Pluvial             | 8.3                          | 20.7                    | 0.1                     | 2018.4                   | 0                                   | 0                                   | 266.5               |
| 1401030002      | Rio Pichico         | 33                  | Exorreica           | Pacífico            | Pluvial             | 11.1                         | 23.1                    | 2.7                     | 2051.6                   | 0                                   | 0                                   | 231.9               |

## Hidrología

### Red hidrográfica

Diagrama unifilar de la cuenca del río Valdivia.

Los cuerpos de agua considerados en esta categoría son:

### Caudales y régimen
En la cuenca valdiviana existen dos regímenes de caudales:: 23 
1. Régimen Pluvial tienen todas las estaciones fluviométricas de la cuenca, salvo la que se ubica en el río Liquiñe.
2. Régimen Pluvio–Nival se observa sólo en una estación fluviométrica, Liquiñe en Liquiñe, ubicada en el afluente del lago Neltume.

### Glaciares
El inventario público de glaciares de Chile 2022 consigna un total de 34 glaciares en la cuenca, de los cuales 14 no tienen nombre. El área total cubierta es de 19,44 km² y se estima el volumen de agua almacenada en los glaciares en 0,69 km³. Entre los glaciares se encuentran el volcán Villarrica, el volcán Quetrupillán (ambos en el límite norte de la cuenca), y el volcán Mocho-Choshuenco (en el límite sur de la cuenca).

### Humedales
El Programa Inventario Nacional de Humedales muestra numerosos humedales en la cuenca del río Valdivia.

## Clima

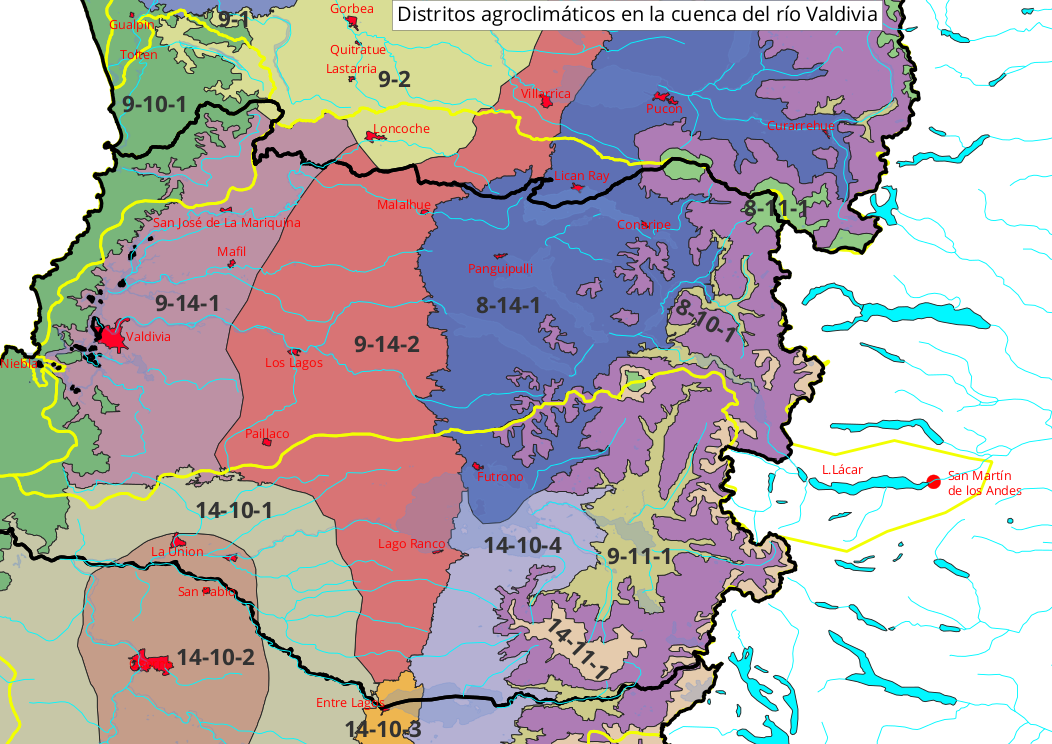
Distritos agroclimáticos en la parte chilena de la cuenca del río Valdivia. En amarillo los límites de las cuencas, en negro los límites regionales.

## Actividades económicas

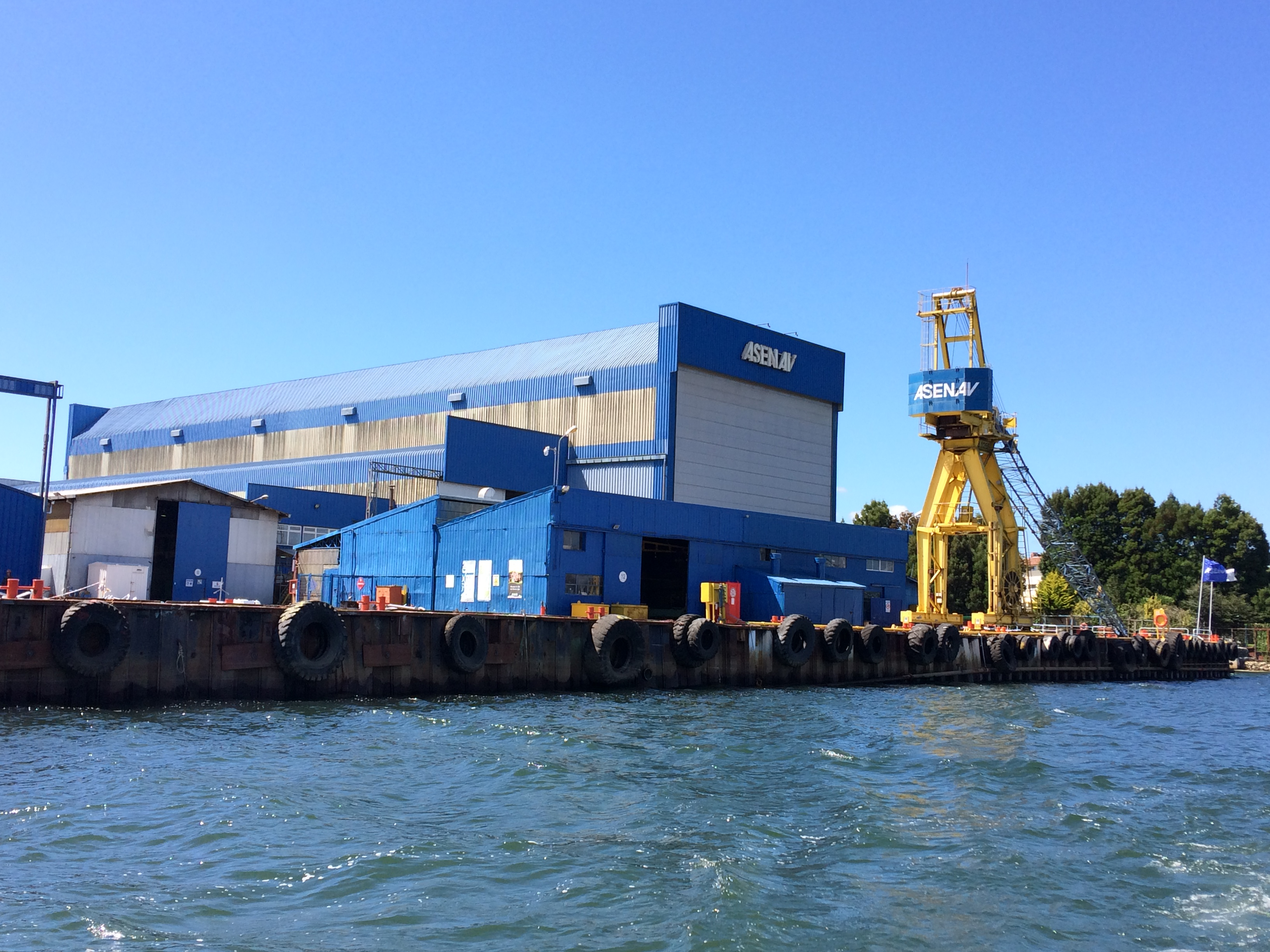
ASENAV es uno de los principales astilleros de Chile.